# Nicola Grimaldi (1768-1845)
Nicola Grimaldi (Treia, 19 luglio 1768 – Roma, 12 gennaio 1845) è stato un cardinale italiano.

## Biografia
Studiò presso il Collegio di Frascati e successivamente presso la Pontificia Accademia Ecclesiastica.
Papa Gregorio XVI lo elevò al rango di cardinale nel concistoro del 20 gennaio 1834, assegnandogli la diaconia di San Nicola in Carcere. Dal 1835 al 1836 fu Camerlengo del Sacro Collegio.
Fu poi nominato legato pontificio a Forlì. In quanto tale, su proposta del gonfaloniere, il conte Antonio Albicini, appoggiò, nel 1839, la nascita della Cassa dei Risparmi di Forlì.
Durante il suo governo venne avviata la costruzione del Foro Annonario di Forlì, su progetto di Giacomo Santarelli.
Morì il 12 gennaio 1845 all'età di 76 anni e la sua salma venne tumulata nella chiesa di San Salvatore in Lauro a Roma.